# Австралійська академія наук
Австралійська Академія Наук (англ. Australian Academy of Science, AAS) — академічна установа, що займається популяризацією науки та наукової освіти в Австралії.

## Історія
Була заснована в 1954 році групою видатних австралійців, включаючи австралійських представників Лондонського королівського товариства. Першим президентом Академії став сер Марк Оліфант. Академія створена подібно Лондонському королівському товариству, її повноваження підтверджені королівською грамотою. Академія є незалежною організацією і діє зі схвалення уряду Австралії. Секретаріат Академії знаходиться в Канберрі, в спеціально побудованому будинку «the Shine Dome», названому на честь Джона Шайна.